# Donjon de La Salle
Le donjon de La Salle est un donjon situé sur le territoire de la commune de La Salle dans le département français de Saône-et-Loire et la région Bourgogne-Franche-Comté.

## Historique
Il fait l'objet d'un classement au titre des monuments historiques depuis le 20 décembre 1991.